# Federal Hall
O Federal Hall, foi construído em 1700 como sede do governo da cidade de Nova Iorque, e mais tarde serviu como primeiro edifício capitólio dos Estados Unidos sob a constituição, sendo o local onde George Washington tomou posse como primeiro presidente dos Estados Unidos. Seria demolido em 1812.
O Federal Hall National Memorial em Wall Street foi construído em 1842, como Casa da Alfândega de Nova Iorque, no local do antigo Ferderal Hall. Atualmente é administrado pelo National Park Service como museu comemorativo dos eventos históricos que ali tiveram lugar.
O museu foi designado, em 15 de outubro de 1966, um edifício do Registro Nacional de Lugares Históricos.